# Eric Fraser
Eric George Fraser (11 de junio de 1902 - 15 de noviembre de 1983) fue un ilustrador y artista gráfico británico, famoso por sus contribuciones en el programa radiofónico Radio Times, de la BBC, y por ser el creador en 1931 del personaje Mr. Therm para los anuncios de la Gas, Light and Coke Company. 
Nació en Vincent Street, Londres, y se casó con Irene Grace Lovett el 4 de abril de 1925, en la parroquia de St. John, Smith Square. Se mudó a Penn's Place, Hampton, en 1935, donde trabajó de continuo en un estudio ubicado en su jardín hasta una semana antes de su muerte. 
Ilustró escenas clásicas de la mitología, como la lucha de Beowulf contra el dragón. Dibujó, sólo con lápiz y tinta china escenas clásicas medievales y varios de los trabajos de William Shakespeare. Muchos de los dibujos de cubierta de los años 1960 de la colección Everyman's Library (publicada por J. M. Dent & Sons Ltd. en el Reino Unido y E. P. Dutton en los Estados Unidos) son de Fraser. También ilustró libros de J. R. R. Tolkien, como la edición de la Folio Society de El Señor de los Anillos, en 1977.
Los libros Eric Fraser, Designer and Illustrator, de Sylvia Backemeyer, y The Graphic Works of Eric Fraser, de Alec Davis, repasan la vida de Fraser como artista; y ambos incluyen numerosos ejemplos de su trabajo.